# Pirou

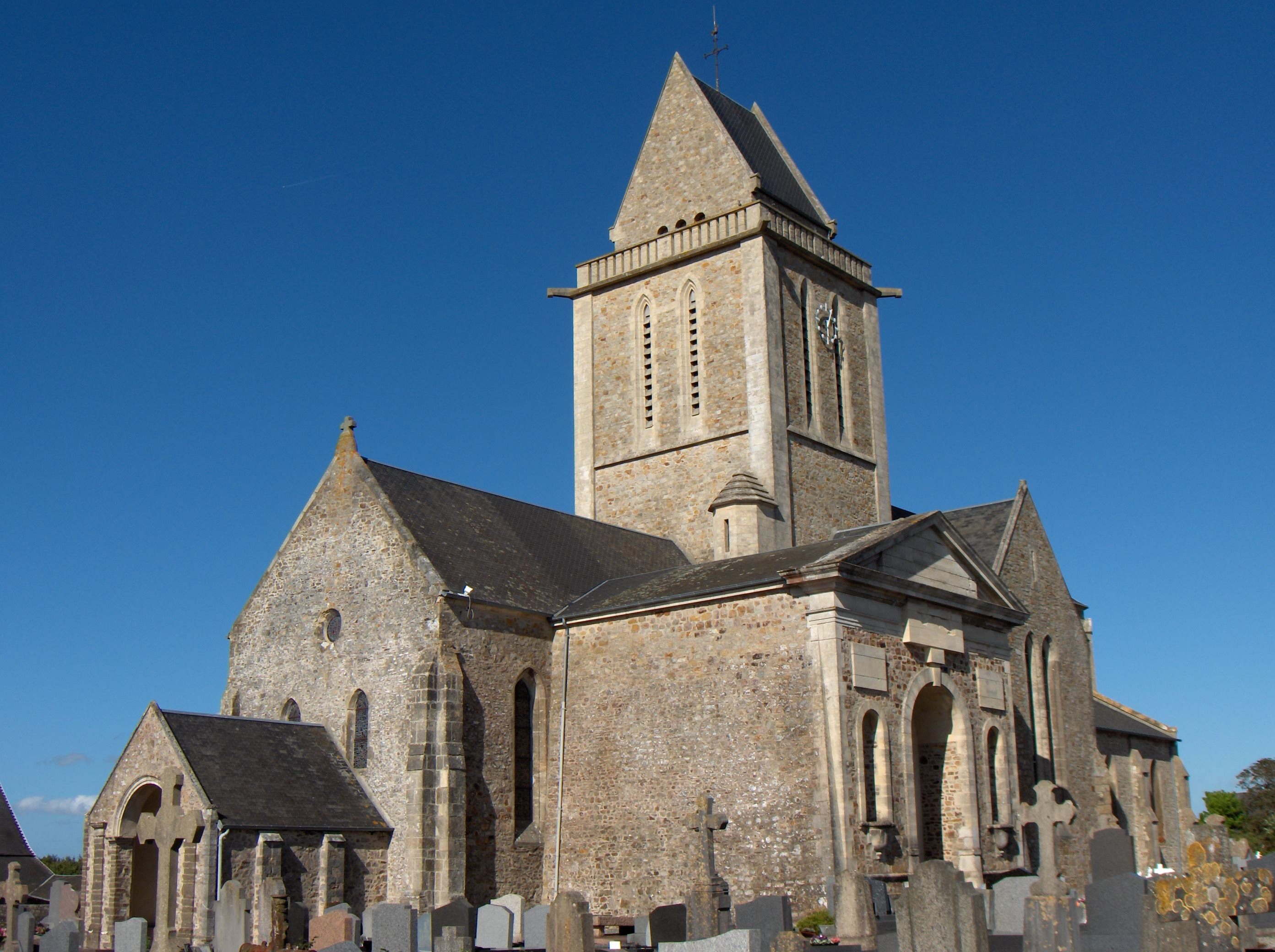
La chiesa di Pirou

Pirou è un comune francese di 1 664 abitanti situato nel dipartimento della Manica nella regione della Normandia.

## Società

### Evoluzione demografica
Abitanti censiti

## Monumenti
- Il castello di Pirou di epoca Normanna, fondato nel XII secolo.